# Puyrenier

Puyrenier este o comună în departamentul Dordogne din sud-vestul Franței. În 2009 avea o populație de 60 de locuitori.

## Evoluția populației
| An        | 1975 | 1982 | 1990 | 1999 | 2006 | 2009 |
| --------- | ---- | ---- | ---- | ---- | ---- | ---- |
| Populație | 63   | 52   | 62   | 55   | 59   | 60   |